# Дейвид Манкузо
Дейвид Манкузо (роден на 20 октомври 1944 г.) е американски диджей.
Създава популярните „само с покана“ партита в Ню Йорк, по-късно добили известност като „The Loft“. Първото парти, под надслов „Любовта спаси деня“ се провежда през 1970 г. Преди това, Манкузо пуска звукозаписни издания за приятели полуредовно, като за начало на този ранен период се сочи средата на 1960-те години. Тези партита стават толкова популярни, че 1971 г. Манкузо и Стийв Абрамовитс (който е бил портиер на мероприятията) решават да зачестят събитията, като станат ежеседмични. Партитата на Дейвид биват сходни и близки по характер с наемните партита и домашните партита.
Манкузо менажира своите частни партита като различни от характерния комерсиален бизнес модел на нощните клубове. Ранните години на 70-те, Манкузо печели дълъг административен процес, след като департаментът за потребителски отношения на Ню Йорк Сити открива, че Манкузо не е продавал храна или напитки и, поради това няма нужда да притежава нужния „кабаре лиценз“.
Успехът на Дейвид да задържи своите партита „ъндърграунд“ и напълно законни, за да инспирират последователи, както и много известни частни дискотеки през седемдесетте и осемдесетте, моделирани по примера на „The Loft“, в това число Paradise Garage, The Gallery, and The Saint. Манкузо също така помага за създаването на система за регистрация на класации и улесняване на разпространението на промоционални записи на неиздадени музикални произведения за улеснение на квалифицираните професионални диско водещи. В края на 1970-те години Манкузо преустановява т.нар. смесване (миксиране), давайки превес на меломанските разбирания за музикално възпроизвеждане.
Дейвид Манкузо е известен и с невероятните си познания по звуково възпроизвеждане и аудиоинженерство. Говори се, че когато лондонският клуб „Минъстри ъф Саунд“ отваря врати, те пускат слуха, че са купили озвучителната система на самия Дейвид Манкузо.
През 1999 и 2000 г. Дейвид и Колийн „Космо“ Мърфи от Бичес Брю Рекърдс продуцират компилираната серия „Дейвид Манкузо представя: The Loft“, том I и том II за звукозаписната компания Nuphonic. През 2003 г. книгата на Тим Лаурънс „Любовта спаси деня: Историята на американската денс музикална култура, 1970 – 1979“ бива издадена, включваща цялостна история на живота на Манкузо. Манкузо и неговите Лофт партита биват поместени и в документалния филм на Джосел Рамос от 2003 г. „Маестро“, посветен на клубните ъндърграунд дисководещи от 1970-те години.
На 19 септември 2005 г. Манкузо е въведен в Зала на славата на танцувалната музика за изключителни постижения като дисководещ.
На 23 декември 2006 г. нощен клуб, наречен „Манкузо“, е открит в Тюбинген, Южна Германия.
През май 2008 г. Дейвид Манкузо, с помощта на Гоши Манабе, Колийн Мърфи и Сатору Огава стартират свой меломански звукозаписен лейбъл „The Loft Audiophile Library of Music“. Музиката е мастерирана от Стан Рикер.